# Thermische vervuiling

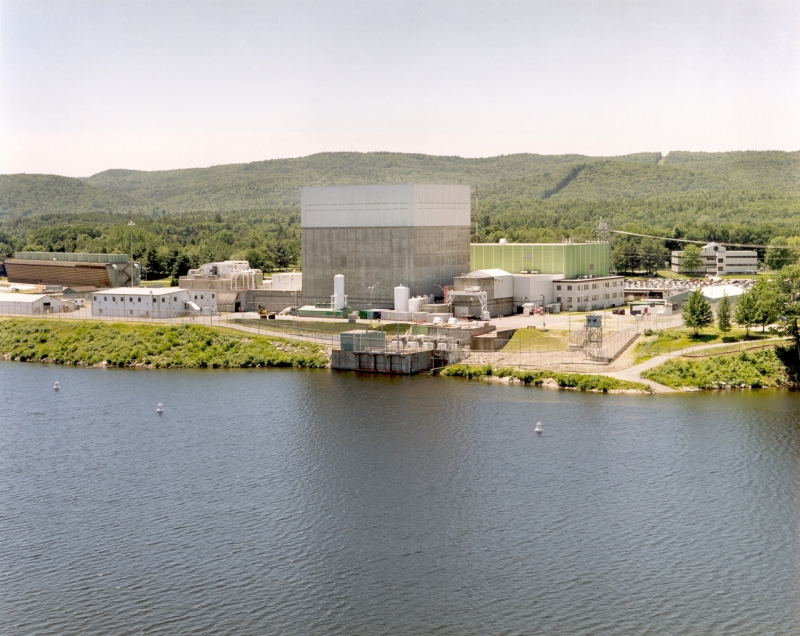
De Vermont Yankee Kerncentrale loost verwarmd water in de Connecticut.

Thermische vervuiling of thermische verontreiniging is een proces waarbij de kwaliteit van water achteruit gaat door structurele veranderingen van de temperatuur. 
Veranderingen van temperatuur kunnen onder andere gevolgen hebben voor de hoeveelheid zuurstof in water, en de samenstelling van een ecosysteem. Vissen en andere waterdieren die aan een bepaalde temperatuur gewend zijn, kunnen door een plotselinge verhoging of verlaging van die temperatuur ziek worden en sterven; een verschijnsel dat “thermische schok” wordt genoemd.

## Oorzaken
Thermische vervuiling ontstaat onder andere als water direct vanuit de natuur gebruikt wordt als koelmiddel zoals bij een kerncentrale en andere grote industriële installaties, waarna het verwarmd weer teruggestort wordt in de natuurlijke omgeving.  In de Verenigde Staten wordt 75 tot 82% van de thermische vervuiling veroorzaakt door energiecentrales. De rest komt van industrieën als olieraffinaderijen, de papierindustrie, de chemische industrie en staalbedrijven. 
Ook regenwater dat vanuit steden direct in rivieren geloosd wordt kan thermische vervuiling veroorzaken.

## Ecologische effecten

### Warm water
Bij een verhoging van de gemiddelde watertemperatuur, daalt doorgaans de concentratie zuurstof in het water, met in extreme gevallen hypoxie tot gevolg. Dit heeft weer een nadelig gevolg voor waterdieren. 
Een ander effect is dat het metabolisme van waterdieren versneld wordt door de hogere temperatuur, waardoor ze meer voedsel tot zich zullen nemen in kortere tijd. Een verandering van 2 graden Celsius kan hier al voor zorgen. Voedselketens raken verstoord en biodiversiteit neemt af wanneer organismen afsterven of worden verdrongen door nieuwe organismen die beter tegen de hogere temperaturen bestand zijn.  Planten gedijen vaak beter bij de hogere temperaturen, en een hogere plantenconcentratie werkt vaak weer een algenbloei in de hand. 
Voortplanting van waterdieren kan door de temperatuursverhoging eveneens afnemen of zelfs geheel stoppen. Celbiologie van organismen, zoals osmose, kan eveneens afnemen. Bij grote toename van de watertemperatuur kunnen enzymen af worden gebroken, waardoor organismen onder andere lipiden niet meer kunnen worden afgebroken en ondervoeding op kan treden.

### Koud water
Het lozen van onnatuurlijk koud water uit waterreservoirs kan eveneens leiden tot grote sterfte van vissen en andere organismen die warmer water gewend zijn. Dit probleem wordt onder andere in Australië vaak gezien, waar al veel inheemse vissoorten door lozing van koud water zijn gestorven.

## Tegengaan van thermische vervuiling

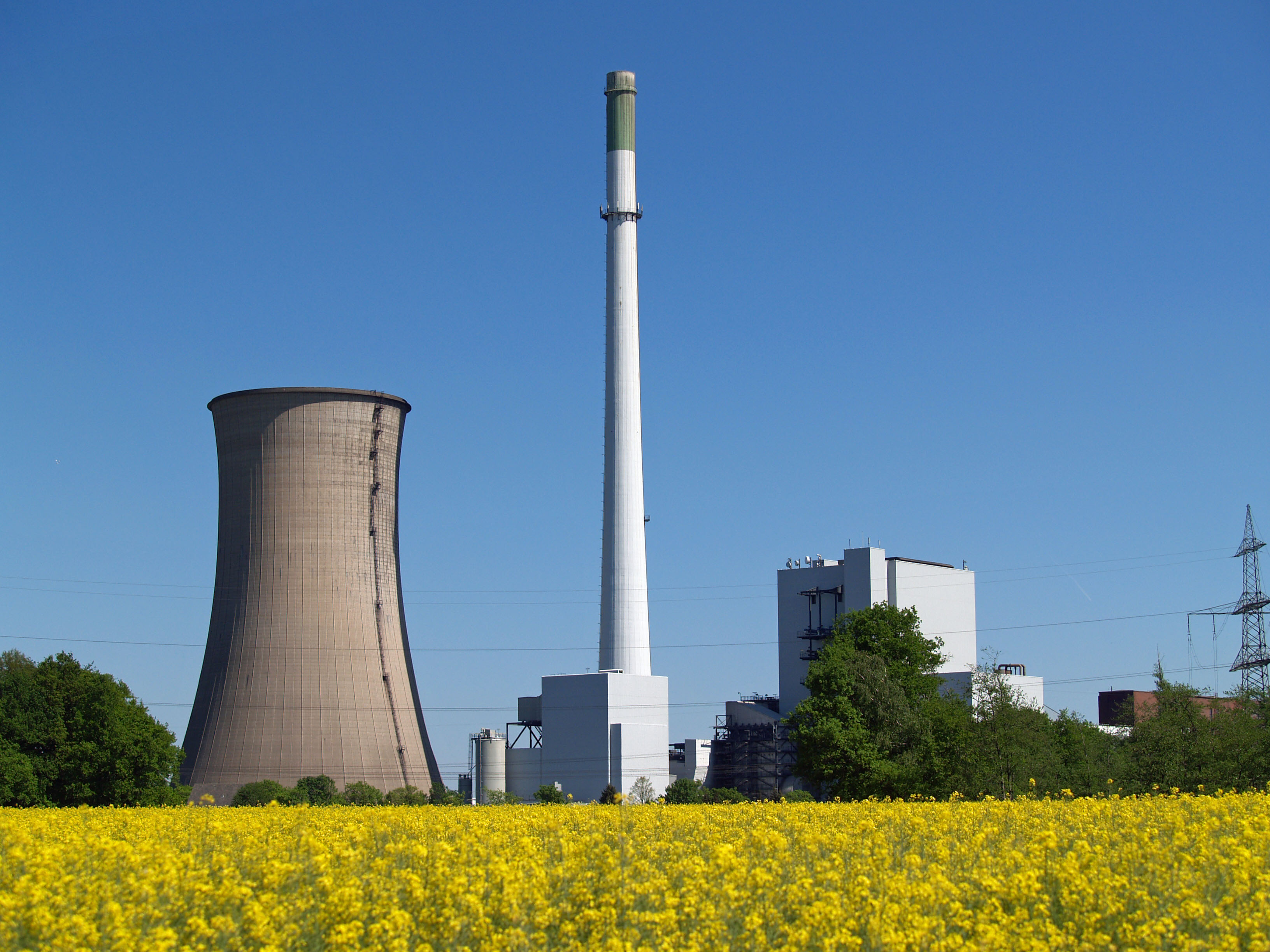
Koeltoren van de Gustav Knepper energiecentrale, in Dortmund, Duitsland

Thermische vervuiling door industriële bedrijven kan worden tegengegaan door water eerst weer af te laten koelen voordat het in de natuur wordt geloosd. Voor dit doel bestaan onder andere koelmeren en koeltorens. Ook via warmte-krachtkoppeling kan restwarmte verspreid worden. Langs al deze wegen komt de warmte uiteindelijk in de lucht in plaats van in het oppervlaktewater terecht.
Thermische vervuiling door regenwater kan worden voorkomen door regenwater niet rechtstreeks in sloten of rivieren te lozen, maar bijvoorbeeld om te leiden naar het grondwater. Een retentiebekken kan ook helpen, maar heeft minder effect aangezien water hier door de zon kan worden opgewarmd alvorens te worden geloosd.